# Львівська обласна рада III демократичного скликання
Львівська обласна рада народних депутатів ІІІ демократичного скликання — представничий орган Львівської області у 1998—2002 роках.
Нижче наведено список депутатів Львівської обласної ради народних депутатів ІІІ демократичного скликання, обраних 29 березня 1998 року в загальних округах. Всього до Львівської обласної ради ІІІ демократичного скликання було обрано 81 депутата.
| Прізвище, ім'я, по-батькові          | Місто чи район           | Виборчий округ | Партійність                              | Посада | Примітки |
| ------------------------------------ | ------------------------ | -------------- | ---------------------------------------- | --- | -------- |
| Байса Віра Іванівна                  | місто Дрогобич           | № 3            | член Народного Руху України              | завідувач відділу Дрогобицької районної державної адміністрації                                                                             |          |
| Бакум Ігор Васильович                | місто Червоноград        | № 7            | позапартійний                            | головний лікар Червоноградської міської лікарні                                                                                             |          |
| Берко Михайло Дмитрович              | Дрогобицький район       | № 11           | позапартійний                            | голова правління колективного сільськогосподарського господарства «1 Травня» села Волоща Дрогобицького району                               |          |
| Бойко Михайло Ярославович            | місто Стрий              | № 5            | член Народного Руху України              | голова правління ВАТ «Стрийська взуттєва фабрика»                                                                                           |          |
| Бугай Богдан Іванович                | місто Борислав           | № 2            | позапартійний                            | директор ВАТ «Галлак» у місті Бориславі |          |
| Булавка Петро Михайлович             | Яворівський район        | № 27           | позапартійний                            | генеральний директор Яворівського державного гірничо-хімічного підприємства «Сірка»                                                         |          |
| Буняк Любомир Костянтинович          | Бродівський район        | № 8            | член Народного Руху України              | директор магістральних шляхів нафтопроводу «Дружба»                                                                                         |          |
| Ваврин Михайло Васильович            | місто Дрогобич           | № 3            | позапартійний                            | начальник Дрогобицького міського відділу Управління Міністерства внутрішніх справ України у Львівській області                              |          |
| Ваврін Петро Григорович              | Мостиський район         | № 17           | член Аграрної партії України             | керівник секретаріату Львівської обласної ради                                                                                              |          |
| Верес В'ячеслав Миколайович          | Жовківський район        | № 13           | позапартійний                            | головний лікар Жовківської центральної районної лікарні                                                                                     |          |
| Вовк Михайло Федорович               | Буський район            | № 9            | член Конгресу українських націоналістів  | начальник холодильного народного м’ясопереробного підприємства «Прикарпаття»                                                                |          |
| Волинський Олег Теодозійович         | Сокальський район        | № 23           | позапартійний                            | голова Львівської обласної державної податкової адміністрації                                                                               |          |
| Волчанський Зенон Степанович         | Пустомитівський район    | № 19           | позапартійний                            | головний лікар Пустомитівської центральної районної лікарні                                                                                 |          |
| Врубель Йосип Антонович              | Сокальський район        | № 23           | член Аграрної партії України             | голова правління «Сокальагросервіс» Сокальського району                                                                                     |          |
| Гаренко Ганна Богданівна             | Жидачівський район       | № 12           | член Народного Руху України              | головний лікар Новострілищанської міської лікарні Жидачівського району                                                                      |          |
| Гичка Михайло Михайлович             | Старосамбірський район   | № 24           | позапартійний                            | завідувач госпрозрахункового відділу Львівського діагностичного центру                                                                      |          |
| Гладій Роман Михайлович              | Стрийський район         | № 25           | позапартійний                            | директор Стрийського комбінату хлібопродуктів № 2                                                                                           |          |
| Грицак Лев Ярославович               | місто Трускавець         | № 6            | позапартійний                            | головний лікар Трускавецького санаторію «Карпати»                                                                                           |          |
| Грищенко Олександр Павлович          | місто Трускавець         | № 6            | член Народного Руху України              | начальник управління архітектури і містобудування Трускавецького міськвиконкому, головний архітектор міста Трускавця                        |          |
| Грищук Іван Феодосійович (Федорович) | Бродівський район        | № 8            | позапартійний                            | головний лікар Бродівської центральної районної лікарні                                                                                     |          |
| Гураль Орест Антонович               | Мостиський район         | № 17           | член Конгресу українських націоналістів  | завідувач акушерсько-гінекологічного відділу Мостиської центральної районної лікарні                                                        |          |
| Дмитришин Василь Федорович           | місто Стрий              | № 5            | член Аграрної партії України             | директор Стрийського технікуму механізації та електрифікації сільського господарства                                                        |          |
| Дубас Богдан Йосипович               | місто Самбір             | № 4            | позапартійний                            | директор Самбірської філії Акціонерного товариства «Західно-Український комерційний банк» (АТ ЗУКБ)                                         |          |
| Дубневич Богдан Васильович           | Пустомитівський район    | № 19           | позапартійний                            | голова правління колективного сільськогосподарського заготхудобовідгодівельного підприємства «Львівське» села Зубра Пустомитівського району |          |
| Дудич Роман Іванович                 | Жидачівський район       | № 12           | член Аграрної партії України             | лісничий Ходорівського лісництва Стрийського держлісгоспу                                                                                   |          |
| Завійський Ігор Михайлович           | Турківський район        | № 26           | позапартійний                            | начальник Львівського обласного об’єднання державних підприємств з будівництва та утримання автомобільних доріг (облавтодор)                |          |
| Іваночко Костянтин Миколайович       | місто Дрогобич           | № 3            | член Конгресу українських націоналістів  | старший викладач Дрогобицького педагогічного інституту імені Івана Франка                                                                   |          |
| Камінецький Ярослав Григорович       | місто Львів              | № 1            | член Народного Руху України              | заступник начальника управління освіти Львівської обласної державної адміністрації                                                          |          |
| Качановська Ярослава Павлівна        | Золочівський район       | № 14           | позапартійна                             | начальник Золочівського управління соціального захисту населення                                                                            |          |
| Кельман Іван Іванович                | Самбірський район        | № 21           | позапартійний                            | генеральний директор територіального виробничого об'єднання «Львівавтотранс»                                                                |          |
| Кірпа Георгій Миколайович            | Городоцький район        | № 10           | позапартійний                            | начальник Львівської залізниці |          |
| Кобрин Богдан Степанович             | Золочівський район       | № 14           | позапартійний                            | директор департаменту Львівського АТЗТ «Інтергаз»                                                                                           |          |
| Комарницький Михайло Степанович      | Сколівський район        | № 22           | член Народного Руху України              | науковий працівник Львівського державного університету імені Івана Франка                                                                   |          |
| Копач Ігор Васильович                | місто Борислав           | № 2            | позапартійний                            | начальник управління Державного підприємства «Бориславнафтогаз»                                                                             |          |
| Коркуна Іван Іванович                | Стрийський район         | № 25           | позапартійний                            | керуючий першої Львівської філії Акціонерно-поштово-пенсійного банку «Аваль»                                                                |          |
| Крайник Любомир Васильович           | місто Львів              | № 1            | член Народного Руху України              | голова правління ВАТ «Укравтобуспром» |          |
| Кривко Борис Степанович              | місто Трускавець         | № 6            | позапартійний                            | головний лікар Львівської обласної клінічної лікарні                                                                                        |          |
| Круць Василь Олексійович             | Стрийський район         | № 25           | позапартійний                            | головний лікар Стрийської центральної районної лікарні                                                                                      |          |
| Кужелюк Юрій Анатолійович            | місто Львів              | № 1            | член Народного Руху України              | начальник політико-правового управління Львівської обласної державної адміністрації                                                         |          |
| Кузьмич Володимир Іванович           | Сокальський район        | № 23           | позапартійний                            | голова правління «Сокальське м’ясопереробне підприємство»                                                                                   |          |
| Кунда Василь Михайлович              | Перемишлянський район    | № 18           | член Аграрної партії України             | директор Бібрського держлісгоспу |          |
| Курій Зеновій Степанович             | Буський район            | № 9            | позапартійний                            | головний лікар Буської центральної районної лікарні                                                                                         |          |
| Куртяк Богдан Михайлович             | Кам'янсько-Буський район | № 15           | член Аграрної партії України             | головний державний ветеринарний інспектор Львівської області                                                                                |          |
| Кухар Богдан Іванович                | місто Самбір             | № 4            | позапартійний                            | головний лікар Самбірської центральної районної лікарні                                                                                     |          |
| Лавейкін Михайло Іванович            | Самбірський район        | № 21           | член Аграрної партії України             | начальник Львівського обласного управління земельних ресурсів                                                                               |          |
| Лазаревич Іван Володимирович         | Сколівський район        | № 22           | позапартійний                            | начальник контрольно-ревізійного відділу у Сколівському районі Головного контрольно-ревізійного управління України                          |          |
| Лемішко Олександр Богданович         | Пустомитівський район    | № 19           | член Української республіканської партії | лікар Львівської обласної кардіохірургічної клінічної лікарні                                                                               |          |
| Лоза Богдан Васильович               | Кам'янсько-Буський район | № 15           | член Аграрної партії України             | директор ТЗВО імені Богдана Хмельницького села Велике Колодно Кам'янсько-Буського району                                                    |          |
| Любарський Олександр Григорович      | місто Червоноград        | № 7            | позапартійний                            | голова Львівського територіального комітету профспілки працівників вугільної промисловості                                                  |          |
| Максим Ярослав Васильович            | Буський район            | № 9            | член Аграрної партії України             | директор Буського держлісгоспу |          |
| Мартиняк Василь Васильович           | Перемишлянський район    | № 18           | член Народного Руху України              | завідувач відділу народної освіти Перемишлянської районної державної адміністрації                                                          |          |
| Медведчук Сергій Володимирович       | Городоцький район        | № 10           | член Аграрної партії України             | голова Державної податкової адміністрації у Львівській області                                                                              |          |
| Мельник Леонід Іванович              | Перемишлянський район    | № 18           | член Народного Руху України              | перший заступник голови Перемишлянської районної державної адміністрації                                                                    |          |
| Мельник Надія Теодорівна             | Яворівський район        | № 27           | позапартійна                             | перший заступник начальника управління охорони здоров’я Львівської обласної державної адміністрації                                         |          |
| Олійник Петро Михайлович             | місто Червоноград        | № 7            | позапартійний                            | генеральний директор ТзОВ «Західпромінвест»                                                                                                 |          |
| Охріменко Леонід Володимирович       | Самбірський район        | № 21           | член Народно-демократичної партії        | завідувач відділу народної освіти Самбірської районної державної адміністрації                                                              |          |
| Павелко Євген Михайлович             | Старосамбірський район   | № 24           | позапартійний                            | головний лікар Старосамбірської центральної районної лікарні                                                                                |          |
| Пазиняк Василь Степанович            | Яворівський район        | № 27           | позапартійний                            | дитячий хірург Львівської обласної клінічної лікарні (ОХМАТДИТ), аспірант кафедри дитячої хірургії Львівського медичного університету       |          |
| Палцан Іван Григорович               | Турківський район        | № 26           | позапартійний                            | генеральний директор підприємства «Львівтрансгаз» АТ «Укргазпром»                                                                           |          |
| Пітко Ярослав Михайлович             | Городоцький район        | № 10           | член Народного Руху України              | заступник начальника управління освіти Львівської обласної державної адміністрації                                                          |          |
| Піх Богдан Петрович                  | Турківський район        | № 26           | позапартійний                            | заступник начальника Львівської залізниці                                                                                                   |          |
| Постоловський Анатолій Олександрович | Миколаївський район      | № 16           | позапартійний                            | генеральний директор ВАТ «Миколаївцемент»                                                                                                   |          |
| Романів Євген Миколайович            | Дрогобицький район       | № 11           | позапартійний                            | начальник Головного контрольно-ревізійного управління у Львівській області                                                                  |          |
| Савченко Андрій Аркадійович          | Жовківський район        | № 13           | член Аграрної партії України             | директор Рава-Руського державного лісогосподарського підприємства Жовківського району                                                       |          |
| Сендак Михайло Дмитрович             | Дрогобицький район       | № 11           | позапартійний                            | директор Дрогобицького ВАТ автотранспортного підприємства – 14607                                                                           |          |
| Сенишин Дмитро Мар’янович            | місто Борислав           | № 2            | позапартійний                            | головний лікар Східницької селищної лікарні                                                                                                 |          |
| Сенчук Степан Романович              | Радехівський район       | № 20           | член Аграрної партії України             | заступник голови Львівської обласної державної адміністрації                                                                                |          |
| Сколоздра Роман Васильович           | Миколаївський район      | № 16           | член Народного Руху України              | директор Крупської неповної середньої школи Миколаївського району                                                                           |          |
| Тавпаш Андрій Іванович               | Кам'янсько-Буський район | № 15           | позапартійний                            | президент – генеральний директор АТ «Львівська кондитерська фірма «Світоч»»                                                                 |          |
| Тимощук Віктор Степанович            | Радехівський район       | № 20           | позапартійний                            | директор Лопатинського державного спиртзаводу                                                                                               |          |
| Токар Богдан Іванович                | Миколаївський район      | № 16           | член Народного Руху України              | директор Новороздільської середньої школи № 2                                                                                               |          |
| Турчин Богдан Данилович              | Мостиський район         | № 17           | член Народно-демократичної партії        | директор ТзОВ «Богдан» у місті Мостиська |          |
| Турчиняк Марія Євгенівна             | Жидачівський район       | № 12           | позапартійна                             | завідувач відділу народної освіти Жидачівської районної державної адміністрації                                                             |          |
| Федунь Петро Іванович                | Золочівський район       | № 14           | позапартійний                            | головний лікар Золочівської центральної районної лікарні                                                                                    |          |
| Феник Роман Степанович               | місто Самбір             | № 4            | член Народного Руху України              | завідувач онкологічного відділення Самбірської центральної районної лікарні                                                                 |          |
| Харпола Ярослав Кирилович            | Сколівський район        | № 22           | позапартійний                            | хірург-ортопед Львівського обласного госпіталю інвалідів та репресованих                                                                    |          |
| Цибран Роман Михайлович              | місто Стрий              | № 5            | член Народно-демократичної партії        | завідувач хірургічного відділення Стрийської центральної районної лікарні                                                                   |          |
| Чіпчар Роман Іванович                | Радехівський район       | № 20           | позапартійний                            | генеральний директор Львівського обласного державного об’єднання спиртової та лікеро-горілчаної промисловості                               |          |
| Шевців Михайло Степанович            | Бродівський район        | № 8            | позапартійний                            | голова правління Державного підприємства «Львівгаз»                                                                                         |          |
| Ярема Ігор Іванович                  | Старосамбірський район   | № 24           | позапартійний                            | директор Старосамбірського державного лісопромислового господарства                                                                         |          |
| Яцейко Марія Григорівна              | Жовківський район        | № 13           | позапартійна                             | голова Львівської обласної ради профспілки працівників освіти і науки                                                                       |          |

14 квітня 1998 року відбулася 1-а сесія Львівської обласної ради народних депутатів ІІІ-го демократичного скликання. Головою обласної ради обраний Сенчук Степан Романович. Заступниками голови Львівської обласної ради обрані Кельман Іван Іванович і Пітко Ярослав Михайлович.